# 倉林里実
倉林 里実（くらばやし さとみ）は、日本の編集者、文藝春秋『CREA（クレア）』編集長、『CREA Traveller』編集長。

## 人物・経歴
1987年、筑紫女学園高等学校卒業。1991年、立教大学経済学部経済学科卒業。大学卒業後、山一證券に入社し、国際金融部で勤務。
その後、アメリカ・ハーバード大学へ短期留学したのち、1994年に出版業界に転身。株式会社芝パーク出版『saita』編集長を務め、2008年より、文藝春秋に入社し、デスクとして『CREA』編集部に所属。
2010年、『CREA』編集長に就任。2013年より、『CREA Traveller』編集長を務める。